# ثلج الكاكاو
ثلج الكاكاو هو كتاب مصور للأطفال لعام 1997 من تأليف ديانا أبلباوم ورسوم هولي ميد. نُشر لأول مرة بواسطة كتب البستان.
يحكي كتاب قصتين متوازيتين لفتاتين صغيرتين، إحداهما في ولاية ماين حيثُ يجمع الجليد من الأنهار، والأخرى في سانتو دومينغو حيث تُزرع حبوب الكاكاو وتتواصلان بواسطة مركب شراعي تجاري يانكي في سبعينيات القرن التاسع عشر وقبطانه. تستمتع الفتاتان الصغيرتان بنسختهما المختلفة من "ثلج الكاكاو".       

## الجوائز والترشيحات
- جائزة لوبين جمعية مكتبات ماين، كتاب الشرف، 1997 [8]